# 卫星电视
卫星电视（簡稱衛視）即通过接收人造卫星转播过来的电视信号节目的电视广播方式。卫星电视的传输过程一般为：通过卫星将地面基站发射的微波信号远距离传输，最终用户使用定向天线将接收的信号通过解码器解码后输出到电视终端收视的一整套过程。其他常见的广播方式有地面電視和有線電視。
早期的微波信号为模拟信号，常常需要很大的天线来接收。90年代后期起数字信号渐渐成为主流，现在模拟信号大多已经淘汰。而数字信号又分为C,Ku两种波段传输，因为很多原因现在越来越多的运营商更趋于选择Ku段。而加密方式各运营商也有不同选择，华人运营商多选择法国电信、Conax、南瓜Nagra等加密方式。
此外，常常同波束的信号不仅负载视频信号，还会负载音频，数据（远程教育，远程网络传输），还会用作即时视讯传输等多种信号。

## 接收

### 天线

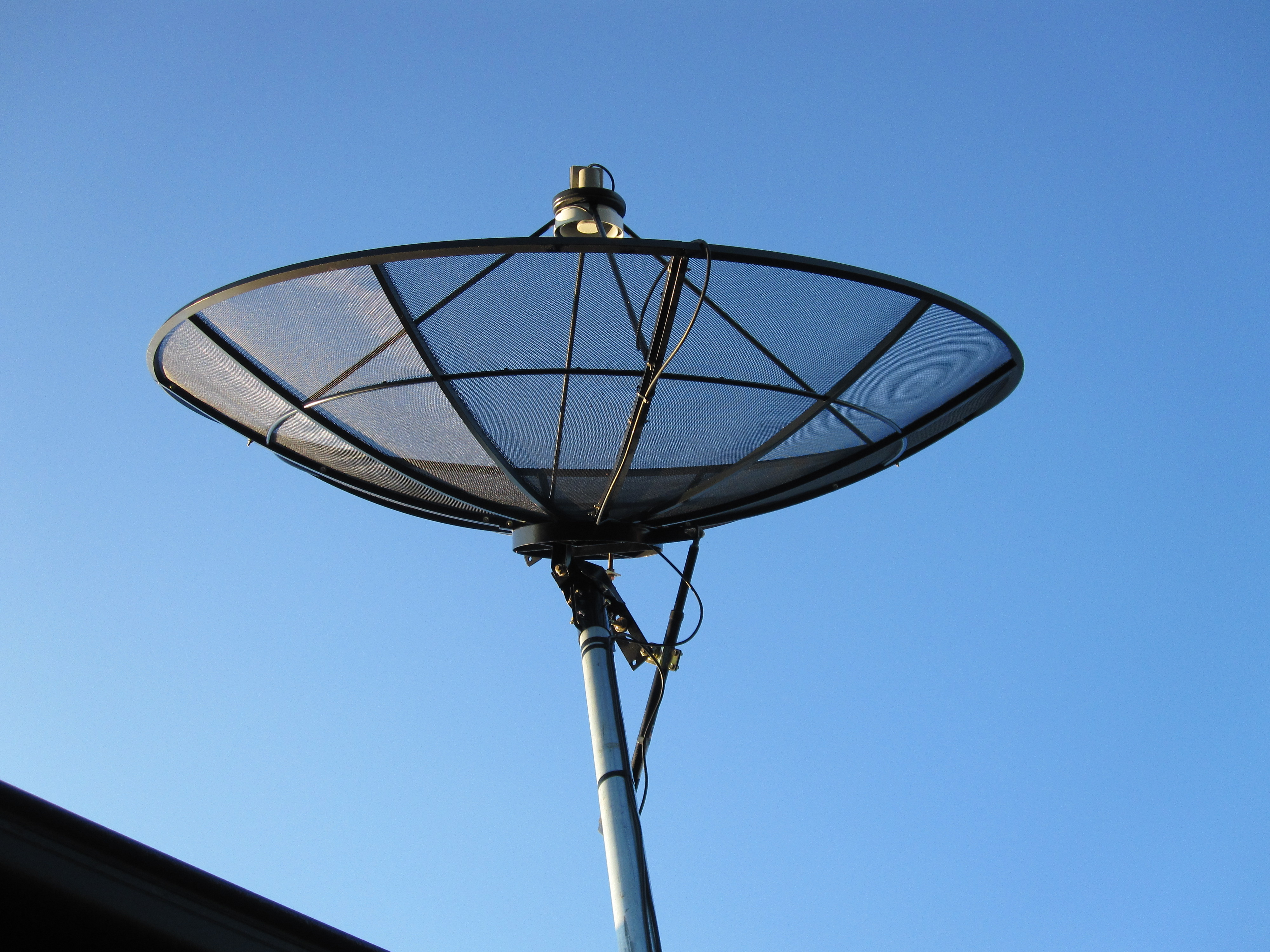
個人可以花費高一點裝設私人的衛星接收碟，另一種廉價方式是透過業者公共衛星碟接收卫星电视再用電纜傳送到用戶，稱為有線電視，在人口密集地區很普遍

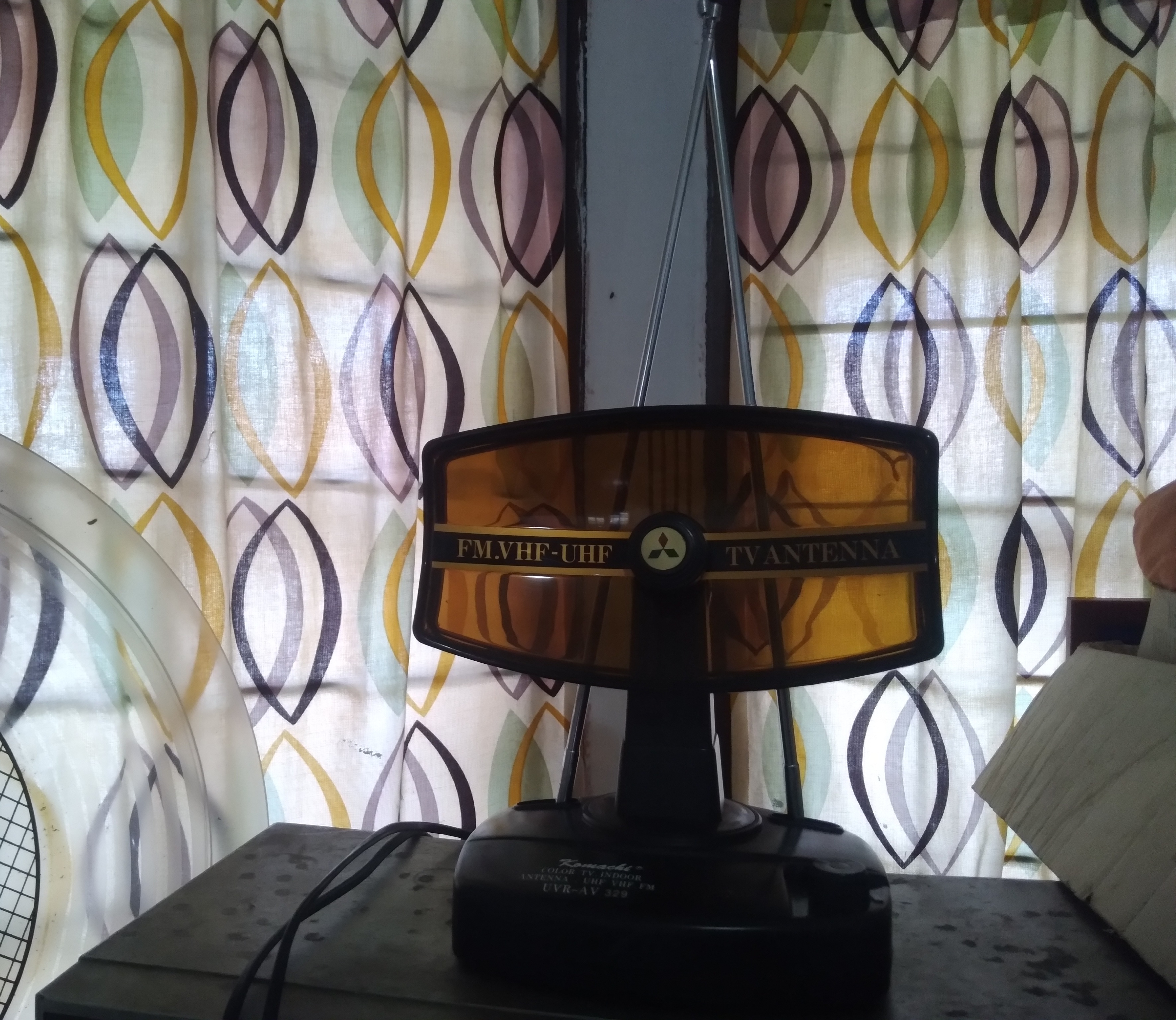
曾經在上世紀708090年代風靡一時的室內彩色衛星天線，當時其價格低廉。人人皆可購得，此衛星天線可透過左右兩旁的延伸杆可用於延伸出信號的清晰度。轉動鈕可用來調適信號，在當時可用來接受來自本地或世界各國的電視臺。隨著21世紀國家乃至世界各國陸陸續續“去模擬化”。此後逐漸沒落至幾乎消失

卫星电视的天线，俗称“锅”或“碟”，用于接收卫星传输的电视节目，凹面设计的原理能将卫星信号聚焦到高频头上，再通过电缆传送到解码器。常用的卫星天线可分为两种：正馈天线、偏馈天线，正馈天线对于接收C波段信号最佳，偏馈天线对于接收KU波段信号最佳。由于两种天线的形状虽然差不多，但在弧度却很大分别。所以有需要接收卫星电视时，天线一定要根据何种波段而选择。

### 解码器
和有线数字电视一样，由于卫星所传输的节目是加密的，需要专用的解码器（即机顶盒）才能正常收视，高清信号（一般具备DVB-S2制式）则需要高清解码器接收。提供卫星节目的机构会为付费用户提供收视帐号密码，同时定期修改密码以打击非法收视用户。

### 卫视数量
不同的电视卫星处于东南西北等不同的方位上，所以一只天线只能接收有限的卫视数量。小型的天线若接收的卫视处于相同或相近的方位则可实现“一锅多星”，然而越大的卫星天线能接收的卫视数量则越多。根據接收地区的信号场强不同，甚至可以用一个直径两米的正馈天线做到“一锅十星”。

## 优劣

### 成本
虽然卫星电视有覆盖面广，维护成本低的优点，但是卫星的发射成本却比地面电视或有线电视都要高很多倍，而且非法盗看或“一号多机”（即一个帐号多人使用）都使卫视商损失严重。对于用户来说，卫星电视尽管成本较高（若小区或大厦分摊则非常低），但维护费低、选择多、节目更多元化。

### 接收问题
採用衛星傳送微波信號存在著一個缺點：每當遇到天氣不穩定（如厚雲、颱風等）的時候，信號受阻的情況很常見。原因是信號由起點（轉發器）出發，途中遇上厚雲、雷雨雲帶、金屬飛行物體（如飛機）等障礙物，信號不能穿透或受到干擾，以致發生雨衰導致信號中斷而不能到達終點（接收器）那處，使到用戶不能收受原有的視聽效果。这一点在接收Ku波段卫星电视信号时尤为明显。

## 审查
有些国家或地区（如中国大陆、新加坡），在政策上不允许或是限制私人安装卫星电视接收器，使卫星电视无法全面覆盖。但中国法律并没有明文禁止，故实际上中国大陆社会（尤其是农村地区）售卖、安装卫星接收器的现象较为普遍，但卫星接收器大多只用来接收境内电视台的讯号，和极少数境外讯号，如“户户通”卫星电视。也有部分频道含有色情等当地法律所禁止的内容，部分地区收看卫星电视受到了限制。
非法“衛星鍋”可能帶來安全隱患和健康風險，且接收的內容無法受到國家監管，容易傳播不良信息。——上海市奉贤区人民政府
中国大陆相關部門經常進行排查和拆除非法安裝的衛星鍋，以“維護公共安全和社會穩定”。
一些地方的广电部门会安装卫星电视信号干扰设备，以阻止民众私自接收卫星电视节目，但干扰卫星电视在中国大陆同样属于违法行为，可能受到无线电管理部门的查处。

## 面向華人社會的卫星电视
现役的面向華人社會的衛星電視业务主要有如下几个运营商： 
- 中国国家广电总局中国省级卫星节目平台“村村通”- 央视各节目及中国地方省台。节目集中在中星6B、中星6A上。
- 中国国家广电总局“户户通”节目平台-节目集中在中星9号上。
- 中国国家广电总局CBTV境外平台- 播出境外卫星频道。节目集中在亚太VI号上。
- 中国长城平台 - 播出数个精选的大陆、香港、澳门的卫星电视频道。亚洲地区使用亚太V号，北美地区使用EchoStar 7
- 台湾华人直播 - 亚太7号等 -（已倒闭）
- 台湾太平洋卫视直播系统 -（已倒闭）
- 贺曼娱乐电视网 - （已倒闭）
- 艺华卫视 - 亚太V号 - （已倒闭）
- 台湾数码天空直播系统 - 亚太V号
- 马来西亚Astro卫星电视 -馬星3號